# Linh vật Thế vận hội
Linh vật tại Thế vận hội bắt đầu xuất hiện tại thế vận hội Mùa hè Munich năm 1972. Từ đó đến nay, linh vật được coi như một "nhãn hiệu" nhằm phân biệt các kỳ thế vận hội và là biểu tượng của thành phố đăng cai tổ chức, đồng thời cũng trở thành nguồn thu nhập khổng lồ cho các nhà tổ chức.